# 福建省安溪第一中学
福建省安溪第一中学，简称安溪一中，是福建省泉州市安溪县的一所省一级达标中学。安溪一中位于安溪县城凤城镇凤冠山下，以“勤实严毅”作为校训。曾用过安溪公立中学、矿务学校、简易师范、安溪县立初级中学、安溪县立人民中学、城厢中学和城关中学等名称。现任校长黄耀卿。

## 著名校友
- 陈梧桐
- 陈福接
- 许金钩
- 谢世健
- 吴秀水
- 陈觉万
- 陈秀梅
- 陈志坚